# Plebiscito in Romania del 1938
Il plebiscito in Romania del 1938 si svolse il 24 febbraio 1938 nel Regno di Romania per approvare la nuova costituzione che concedeva poteri dittatoriali al Re di Romania Carlo II .
Si votava rispondendo oralmente con sì o no davanti a un ufficio elettorale, con il silenzio contrassegnato come sì. Il voto era obbligatorio e gli emendamenti furono approvati dal 99,87% dei votanti. Il processo di voto venne descritto come profondamente imperfetto e caratterizzato da diffuse intimidazioni.

## Contesto

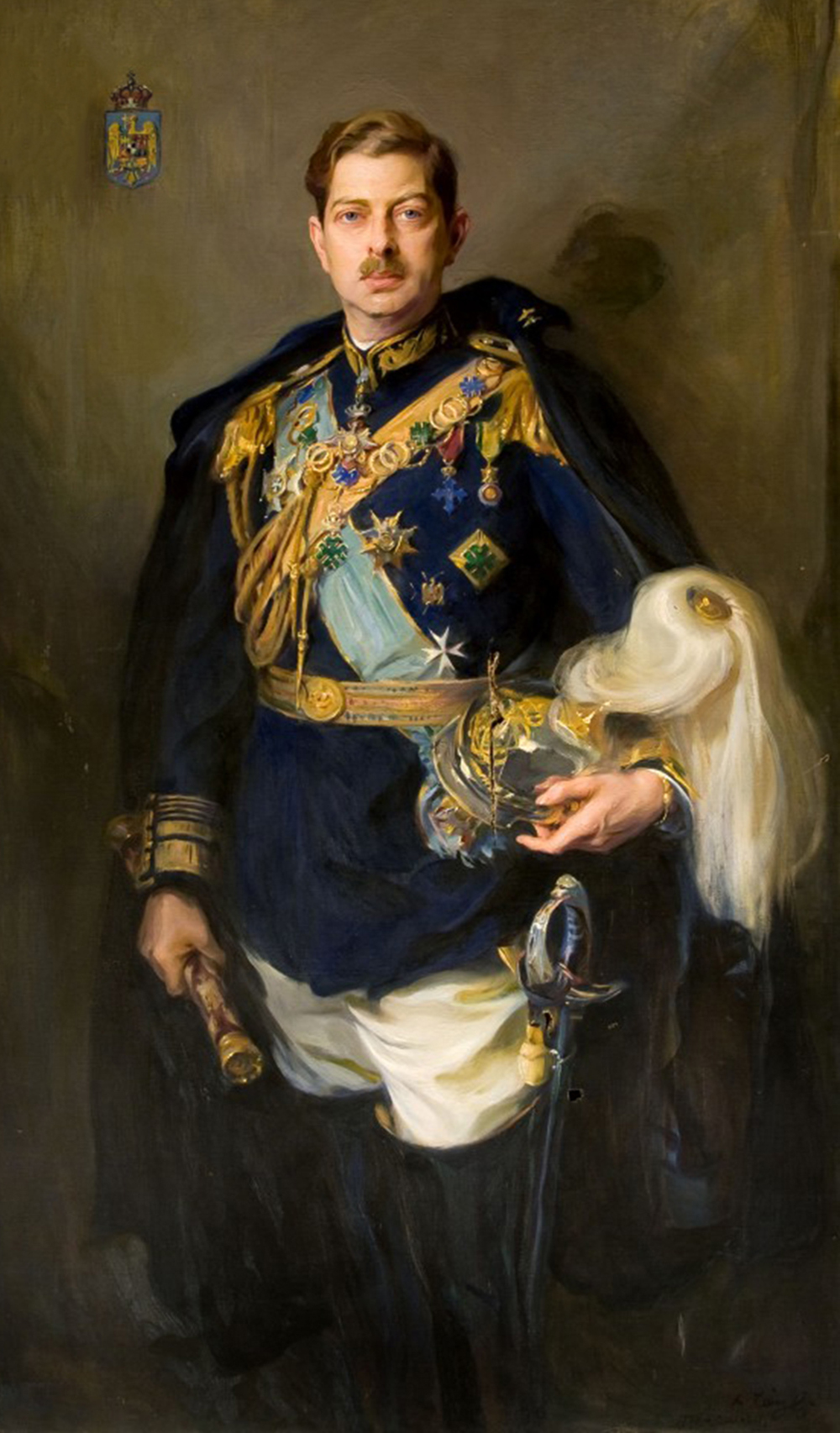
Carlo II Re di Romania, Principe di Hohenzollenr-Sigmaringen

Con le elezioni del 20 dicembre 1937, che non produssero un chiaro vincitore, entrarono in parlamento due partiti di estrema destra: la Guardia di Ferro e il Partito Nazionale Cristiano.

### Governo Goga
Il 28 dicembre 1937 il re nominò primo ministro Octavian Goga, che iniziò una forte attività antisemita e filotedesca, nonostante il re avesse messo al governo anche filo-occidentali (ad esempio Armand Călinescu). Il governo Goga una volta insediatosi ritirò la cittadinanza di oltre un terzo degli ebrei rumeni e chiuse i giornali Adevărul, Dimineața e Lupta, accusandoli di essere di "orientamento ebraico". A causa delle violenze provocate dai membri della Guardia di Ferro e dai paramilitari del Partito Nazionale Cristiano, la Romania era sull'orlo di una guerra civile e le scelte di Goga iniziavano a creare gravissimi problemi di politica estera.
Quando il re venne a conoscenza di un accordo segreto tra Octavian Goga e Corneliu Zelea Codreanu per formare un'alleanza politica,  destituì il governo Goga il 10 febbraio 1938. e favorì la nascita di un esecutivo tecnocratico guidato dal patriarca Miron Cristea.

## Presa del potere del re
Il 18 gennaio 1938 Carlo II sciolse nuovamente il parlamento, convocando nuove elezioni per il 2 marzo 1938. Il 10 febbraio impose lo stato d'assedio, dichiarando che stava preparando una nuova costituzione; il 20 febbraio sospese la vecchia costituzione, introducendo quella nuova.
Lo stesso giorno emise un decreto che stabiliva le procedure del plebiscito di approvazione: il voto, obbligatorio, era esprimibile solo oralmente e il silenzio (equivalente alla scheda bianca) era considerato un voto favorevole. La nuova Costituzione entrò in vigore lo stesso giorno delle votazioni.

### Dittatura reale
Carlo II, compiuto quello che può essere definito un colpo di Stato, instaurò la dittatura reale. Iniziarono le rappresaglie antilegionarie, all'interno delle quali morì anche il "capitano" della Guardia di Ferro, Corneliu Zelea Codreanu, (i legionari uccisero Armand Călinescu, Nicolae Iorga e altri dignitari dell'era carlista).
Il 16 dicembre 1938 venne creato il Fronte Nazionale del Rinascimento, unico partito ad essere riconosciuto. A partire da quel momento iniziò anche il culto della personalità di Carlo II.

### Modifiche costituzionali
Le modifiche proposte alla costituzione includevano:
- Il re ha l'iniziativa legislativa
- Il Parlamento può introdurre leggi solo "nell'interesse generale dello Stato".
- Il governo risponde solo al re
- Diritto di voto dall'età di 30 anni (invece di 21)
- La camera bassa è composta per un terzo da rappresentanti dell'agricoltura/lavoro manuale, del commercio/industria e degli intellettuali
- Metà della camera alta è nominata dal re, l'altra metà da organizzazioni professionali, più membri ex officio della casa reale e funzionari religiosi come i vescovi.
- Il re può prorogare o sciogliere il parlamento in qualsiasi momento; nel frattempo governa per decreto
- Enfasi sui doveri civici, nessun diritto di associazione; "propaganda rivoluzionaria" proibita
- Pena di morte anche nel diritto civile; confisca dei beni per alto tradimento
- La riforma agraria e i diritti di cittadinanza per gli ebrei rimangono in vigore
- Riforma costituzionale solo su iniziativa del re
- La Costituzione entra in vigore dopo il referendum

## Risultati
| Scelta                        | voti      | %      |
| ----------------------------- | --------- | ------ |
| Sì                            | 4 297 581 | 99,87  |
| No                            | 5 483     | 0,13   |
| Voti nulli                    | 0         | –      |
| Totale                        | 4 303 064 | 100,00 |
| Elettori registrati/affluenza | N.D.      | N.D.   |
| Fonte: Democrazia Diretta     |           |        |